# اضطراب نقل الحمض الأميني
اضطراب نقل الحمض الأميني هي حالةٌ طبية ترتبط بفشل امتصاص الأحماض الأمينية من الكلى أو الأمعاء. يُعد داءُ هارتنَب من الأمثلة على هذه الاضطرابات.